# ولکان (کلرادو)
ولکان (به انگلیسی: Vulcan) یک منطقهٔ مسکونی در ایالات متحده آمریکا است که در شهرستان گانیسون، کلرادو واقع شده‌است. ولکان ۲٬۷۲۰ متر بالاتر از سطح دریا واقع شده‌است.